# Payam Bouyeri
Payam Bouyeri (12 de enero de 1994), es un luchador iraní de lucha grecorromana. Ganó una medalla de bronce en los Juegos Asiáticos de 2014 y en Campeonatos Asiáticos de 2015 y 2016. Vicecampeón Mundial de Juniores del año 2014.